# Guna (góra)
Guna (Guna Terara) – góra w Etiopii, w regionie Amhara, położona nieopodal miasta Debre Tabor. Wznosi się na wysokość 4231 m n.p.m.